# 島田百合花
島田 百合花（しまだ ゆりか、1976年1月16日 - ）は、日本の元AV女優。
身長：155cm 、スリーサイズ：B82・W54・H83。血液型:A型
趣味：ショッピング、特技フルート

## 作品

### アダルトビデオ
- 夢の中へ
- 放課後アイドル 揉みしだきが足りませぬ
- Miss看護婦はとろけ腰
- 若奥様失禁レイプ 朽ち果てたピンクの花びら

以上アトラス21の作品。
- 愛Doll
- ミルキーボディ
- 快感 ON STEP 〜してして!ドリーマー〜

以上シャイ企画　
| スタブアイコン | サブスタブ | この項目は、まだ閲覧者の調べものの参照としては役立たない、性風俗関係者に関連した書きかけの項目です。この項目を加筆・訂正などしてくださる協力者を求めています（P:性/PJ:性）。 |